# Veier-Halbinsel
Die Veier-Halbinsel (spanisch Península Veier) ist eine Halbinsel an der Oskar-II.-Küste des Grahamlands auf der Antarktischen Halbinsel. Sie ist ein bis zu 350 m hoher und bemerkenswert eisfreier südlicher Abzweig der Jason-Halbinsel, trennt das Adie Inlet im Westen vom Stratton Inlet im Osten und endet am Veier Head.
Chilenische Wissenschaftler benannten sie 1962 in Anlehnung an die Benennung des Veier Head.